# Tir als Jocs Olímpics d'estiu de 1920 - Pistola militar, 30 metres
La competició de pistola militar, 30 metres va ser una de les vint-i-una proves del programa de Tir dels Jocs Olímpics d'Anvers de 1920. Es disputà el 3 d'agost de 1920 i hi van prendre part 7 tiradors procedents de 3 nacions diferents.

## Medallistes
| Or                       | Plata                 | Bronze             |
| Guilherme Paraense (BRA) | Raymond Bracken (USA) | Fritz Zulauf (SUI) |

## Resultats
En aquesta prova hi havia cinc sèries de sis trets cadascuna, per un total de 30 trets. La puntuació màxima possible era de 300 punts. Guilherme Paraense guanyà la primera medalla d'or de la història pel Brasil.
| Pos. | Tirador            | Nació        | Punts |
| ---- | ------------------ | ------------ | ----- |
| 1    | Guilherme Paraense | Brasil       | 274   |
| 2    | Raymond Bracken    | Estats Units | 272   |
| 3    | Fritz Zulauf       | Suïssa       | 269   |
| -    | Louis Harant       | Estats Units | 264   |
| -    | Karl Frederick     | Estats Units | 262   |
| -    | Alfred Lane        | Estats Units | 258   |
| -    | Howard Bayles      | Estats Units | 244   |